# Піскова насадка
Піскова насадка (рос. песковая насадка, англ. nozzle of a hydraulic cyclone; нім. Unterlaufdüse f) — спеціальний змінний пристрій гідроциклонів з каліброваним (рідше регульованим) розміром отвору для вивантаження з гідроциклона осадженого продукту (згущеного осаду, грубозернистого шламу або важкого мінералу, які мають також єдину назву «піски»). Підбором П.н. з потрібним перетином випускного отвору досягають оптимальних показників розділення в гідроциклонах.